# Brachydesmus televensis
Brachydesmus televensis är en mångfotingart som beskrevs av Pius Strasser 1973. Brachydesmus televensis ingår i släktet Brachydesmus och familjen plattdubbelfotingar. Inga underarter finns listade i Catalogue of Life.